# Ekgmowechashala
Ekgmowechashala is een geslacht van uitgestorven primaten uit de Adapiformes. Deze dieren leefden in het Laat-Oligoceen en Vroeg-Mioceen in Noord-Amerika. Ekgmowechashala is de laatst bekende fossiele Noord-Amerikaanse primaat.

## Fossiele vondsten
Het geslacht omvat twee soorten. De typesoort E. philotau werd in 1963 beschreven. De geslachtsnaam betekent 'kleine katman' of 'kleine vosman' in de taal van de Sioux. De eerste vondsten werden in het Pine Ridge Indian Reservation, een Oglala Sioux Native American-reservaat in South Dakota. Fossielen van de soort zijn ook in Nebraska gevonden. In 2015 werd E. zancanellai beschreven op basis van vondsten in Oregon.
In 1981 werden er Kiezen gevonden in het stroomgebied van de John Day River en deze bevinden zich in de collectie van het Burke Museum of Natural History and Culture. In de zomer van 1997 vond John Zancanella van het Bureau of Land Management een lagere kies in het John Day Fossil Beds National Monument.
Ekgmowechashala philotau, bekend van materiaal in Nebraska en South Dakota, werd verondersteld de enige soort van dit geslacht te zijn, maar materiaal uit Oregon is onlangs beschreven als de nieuwe soort Ekgmowechashala zancanellai. Een tand van de Toledo Bend Ranch Local Fauna in het verre oosten van Texas is aan dit geslacht toegewezen.

## Kenmerken
Ekgmowechashala was ongeveer 2,5 kilogram zwaar en circa dertig centimeter lang. De tanden wijzen er op dat dit dier een frugivoor was.

## Classificatie
De classificatie van deze vorm is lange tijd problematisch geweest. Het werd op verschillende manieren geclassificeerd als een lid van de familie Omomyidae (gerelateerd aan spookdiertjes) en de familie Plagiomenidae (gerelateerd aan colugo's), maar is nadien opnieuw toegewezen aan Adapiformes, de uitgestorven verwanten van maki's en andere strepsirrhinen. Een cladistische analyse door Ni et al. (2016) bevestigde de adapiforme plaatsing van Ekgmowechashala door het te herstellen als zustergroep van Bugtilemur, Gatanthropus en Muangthanhinius in Ekgmowechashalidae.